# (7326) Tedbunch
(7326) Tedbunch – planetoida z pasa głównego asteroid okrążająca Słońce w ciągu 3 lat i 266 dni w średniej odległości 2,40 j.a. Została odkryta 24 października 1981 roku w Palomar Observatory przez Schelte Busa. Nazwa planetoidy pochodzi od Theodora Buncha (ur. 1936), zajmującego się badaniami meteorytów na Uniwersytecie Północnej Arizony. Przed nadaniem nazwy planetoida nosiła oznaczenie tymczasowe (7326) 1981 UK22.